# Націоналістичні та регіоналістські рухи в Іспанії

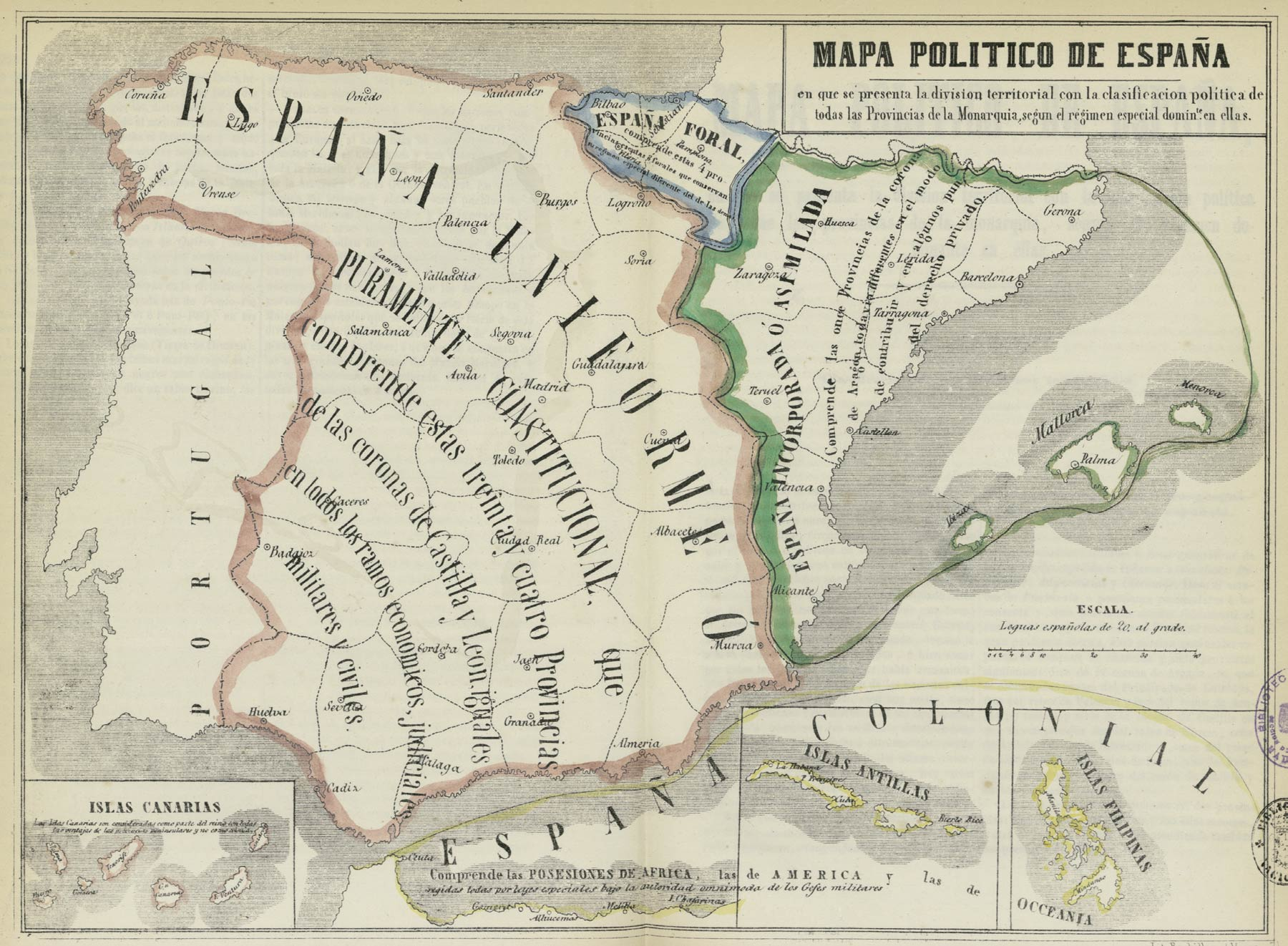
Регіони Іспанії з різними правовими системами у 1850 році

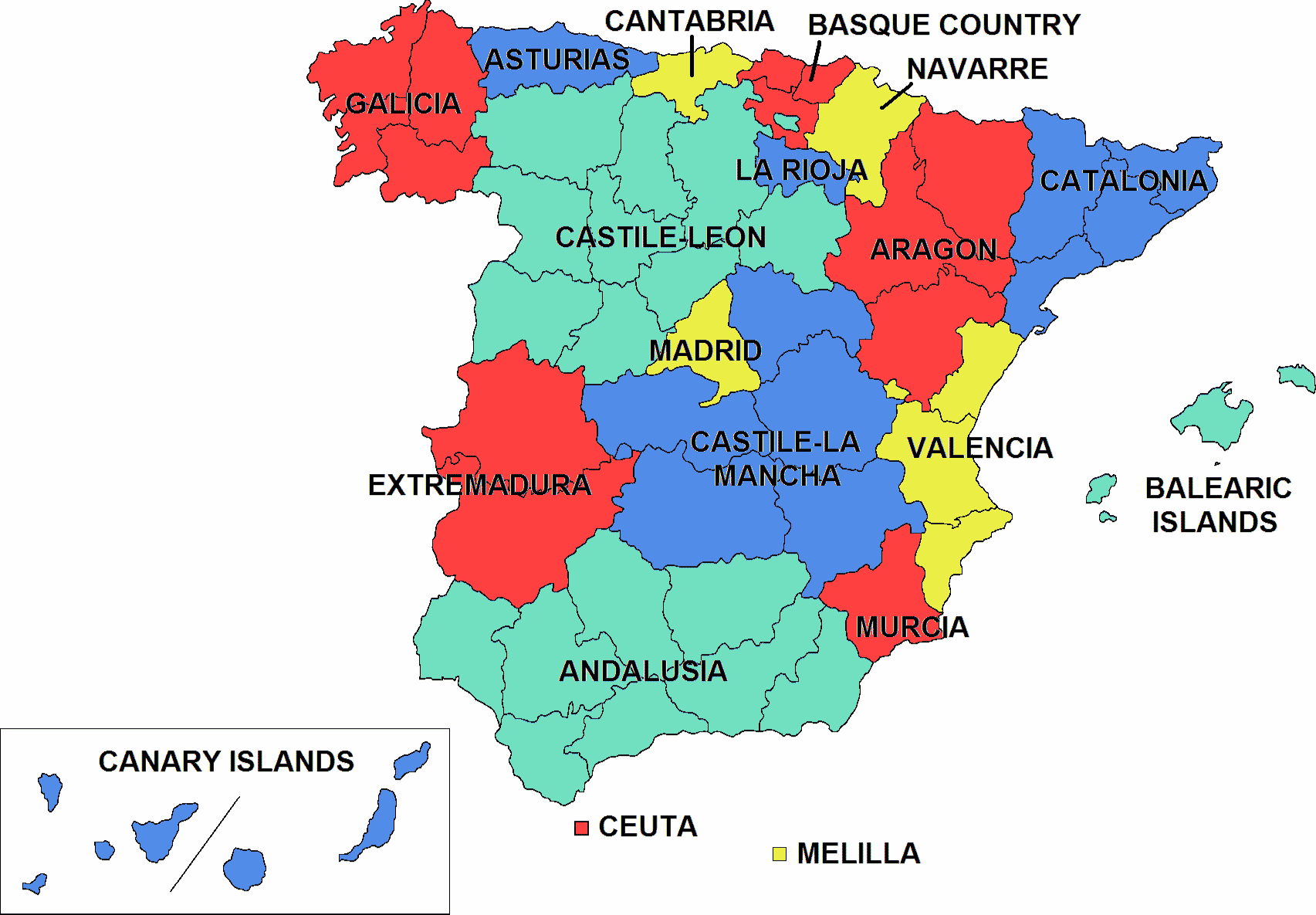
Автономні громади Іспанії

Націоналістичні та регіоналістські рухи в Іспанії — це течії, що виступають за більшу автономію чи незалежність регіонів та народів Іспанії і захист їхніх мов та культур.

## Історія та сучасний стан
Як і український націоналізм початку ХХ століття, національні рухи народів Іспанії поєднували ідеї національного та соціального визволення. Лівий характер периферійних націоналізмів Іспанії зміцнів під час протистояння правій диктатурі Франсіско Франко. Після переходу Іспанії до демократії у 1970-1980-х роках національні рухи Іспанії отримали можливість легального розвитку.
За постфранкістською конституцією 1978 року Іспанія була поділена на автономні громади, які приблизно відповідають історичним та національним регіонам держави. Більшість національних та регіоналістських рухів відповідають автономним громадам, проте інколи вони можуть виступати за автономію менших регіонів, претендувати на частини інших громад, або конкурувати на одній території.
Національні рухи в Іспанії перебувають на різних ступенях розвитку. Каталонський та баскський національні рухи домоглися реалізації мовних та культурних прав та перебувають на межі створення незалежних держав. Галісійський та арагонський націоналізми борються за мовні та автономні права. Регіональні або національні рухи деяких інших регіонів Іспанії домагаються визнання мовної та етнічної окремішності, збереження регіональної культури, передачі повноважень регіональній владі, або виокремлення нових автономних громад чи провінцій. У різних регіонах вплив таких рухів коливається від більшості у регіональних парламентах до рівня маргінальних політичних груп, не представлених у жодній раді.
Прапори багатьох національних рухів утворенні доданням зірки до прапору автономної громади (кат. estelada, естелада — «зірчастий [прапор]»).

## Іспанський націоналізм
- Іспанський націоналізм (еспаньйолізм) — загальноіспанський націоналізм, що виступає за єдність країни.
- Паніспанізм — рух за єдність усіх іспаномовних країн та країв, зокрема Іспанії та латиноамериканських держав.

## Націоналізм народів Іспанії

Підтримка націоналістичних партій на місцевих виборах 2011–2012 років

- Баскський націоналізм — рух за незалежність чи більшу автономію Країни Басків, за відродження баскської мови та культури. Ідеолог XIX століття — Сабіно Арана, заснована яким Баскійська націоналістична партія і досі представлена у парламенті Країни Басків. Під час франкістської диктатури та першого десятиліття після неї був представлений в основному повстанцями ЕТА.
- Каталонський націоналізм (каталанізм) — рух за автономію чи незалежність Каталонії або Каталонських країн, відродження каталонської мови та розвиток каталонської культури.
  -   Каталонське самостійництво — рух за незалежність Каталонії.
  -   Панкаталанізм — рух за єдність Каталанських країн (Каталонії, Валенсії, Балеарських островів, Західної смуги в Арагоні, Ал-Карша в Мурсії, Руссільйону у Франції, а також Альгеро на Сардинії).
- Валенсія: валенсійський націоналізм, валенсіанізм.
- Галісія: галісійський націоналізм.
- Канарські острови: канарський націоналізм.
- Арагон: арагонський націоналізм.
- Баль-д'Аран: аранський націоналізм.
- Андалусія: андалуський націоналізм.
- Астурія: астурійський націоналізм.
- Кантабрія: кантабрійський націоналізм (кантабризм).
- Естремадура: естремадурський націоналізм.
- Мурсія: мурсійський націоналізм (мурсіанізм).
- Кастилія: кастильський націоналізм (кастельянізм) — у радикальному варіанті виступає за ствердження окремої кастильської нації, хоча зараз кастильці складають ядро іспанців.

## Регіоналізмв Іспанії

Підтримка регіоналістських партій на місцевих виборах 2006–2009 років

- Валенсія: Валенсійський регіоналізм та блаверизм — рух за автономію Валенсії та окремішність валенсійської мови та культури від каталонської.
- Наварра: наварський регіоналізм (наварризм).
- Кантабрія: кантабрійський регіоналізм.
- Картахена: картахенізм.
- Балеарські острови: балеарський регіоналізм.
- Ла-Ріоха (провінція Іспанії): ріоський регіоналізм.
- Естремадура: естремадурський регіоналізм.
- Кастилія-і-Леон: кастильсько-леонський регіоналізм.
- Леон (історична область): леонезизм — за виокремлення автономної громади Леон.
- Ла-Манча: манчійський регіоналізм.
- Андалусія: андалуський регіоналізм (андалусійський автономізм).
- Східна Андалусія: східноандалуський регіоналізм.
- Малага: малазький регіоналізм.
- Алава: алавійський регіоналізм — за вихід Алави з Країни Басків.
- Кампо-де-Гібралтар: регіоналізм Кампо-де-Гібралтар.
- Ель-Б'єрсо: берсіанізм — за відновлення провінції.